# Pico Piraí
Pico Piraí är ett berg i Brasilien.   Det ligger i kommunen Tijucas do Sul och delstaten Paraná, i den södra delen av landet, 1 100 km söder om huvudstaden Brasília. Toppen på Pico Piraí är 1 357 meter över havet, eller 43 meter över den omgivande terrängen. Bredden vid basen är 0,38 km.
Terrängen runt Pico Piraí är kuperad västerut, men österut är den bergig.Runt Pico Piraí är det ganska glesbefolkat, med 25 invånare per kvadratkilometer..
I omgivningarna runt Pico Piraí växer i huvudsak städsegrön lövskog.